# Samba Daka
Daka (Dakka, Dekka, seltener Deng oder Tikk) ist eine der zwei Sprachen, welche vom Volk der Chamba in Nigeria gesprochen werden, die andere Sprache wird Chamba Leko genannt und ist keine dakoide Sprache.
Daka ist ein Dialektkontinuum innerhalb der bantoiden Sprachen. Der Chamba-Dialekt ist Samba Daka (auch Samba, Tsamba, Tchamba, Sama, oder Jama Daka; auch Nakanyare) und wird von 90 % der Daka-Sprecher gesprochen. Andere Dialekte sind Dirim (Dirin oder Dirrim), Lamja, Dengsa und Tola. Dirim und Lamja–Dengsa–Tola haben unterschiedliche Sprachkodierungen, allerdings werden diese Idiome gelegentlich auch als Dialekt des Daka betrachtet, da sie dem Samba Daka sehr nahestehen und somit nicht suffizient unterschieden werden können, um eine eigene Sprache zu stellen.
Die dakoiden Sprachen sind nach dem Samba Daka benannt. Aufgrund der Dominanz des Englischen in Nigeria, welches seit der britischen Kolonialzeit gilt, ist die Zahl der Sprecher von Samba Daka im Sinken begriffen.